# Ljusterskärs ören
Ljusterskärs ören är en ö i Åland (Finland). Den ligger i Skärgårdshavet och i kommunen Vårdö i landskapet Åland, i den sydvästra delen av landet. Ön ligger omkring 37 kilometer nordöst om Mariehamn och omkring 260 kilometer väster om Helsingfors.
Öns area är 6,6 hektar och dess största längd är 470 meter i nord-sydlig riktning.